# Partit del Treball d'Espanya
El Partit del Treball d'Espanya (PTE) va ser un partit polític maoista espanyol fundat el 1975 com a successor del Partit Comunista d'Espanya (internacional), que al seu torn era una escissió del Partit Socialista Unificat de Catalunya. El 1979 es va fusionar amb l'Organització Revolucionària dels Treballadors per a fundar el Partit dels Treballadors.

## Història

### Partit Comunista d'Espanya (internacional)
El 1967 el grup maoista Unidad es va escindir del Partit Socialista Unificat de Catalunya. El juny de 1968 va acordar de constituir-se com a partit. Això va provocar que el sector contrari a constituir-se com a partit s'escindís i fundés Bandera Roja. La resta van fundar a Lieja durant el cap de setmana del 22 i 23 de febrer de 1969 el Partit Comunista d'Espanya (internacional) (PCE(i)). El secretari general era Eladio García i les joventuts s'anomenaven Unió de Joventuts Marxistes-Leninistes. Editava Mundo Obrero Rojo, Hacia el Socialismo i Aurora Roja.
Entre 1969 i 1971, es va estendre per Espanya, sobretot a les universitats. Va constituir les Comissions Obreres Revolucionàries. El 1971 se'n va escindir un sector que es va anomenar el Partit Comunista d'Espanya (internacional) línia proletària. Aquest sector acusava la direcció de l'assassinat de Juan Guerrero a Sant Fost. Entre això i la detenció d'alguns dirigents, el partit es va tornar inactiu fins que es va reconstruir el maig del 1972 i va organitzar el seu I Congrés el març del 1973. El 1975 va entrar a l'Assemblea de Catalunya.

### Partit del Treball d'Espanya
El febrer de 1975 el PCE(i) va entrar a la Junta Democràtica d'Espanya impulsada pel Partit Comunista d'Espanya (PCE). Per a fer-ho, va haver-se de deixar les sigles del PCE(i) i va passar a dir-se Partit del Treball d'Espanya (PTE). Les joventuts s'anomenaven Jove Guàrdia Roja (JGR). Va començar a editar El Correo del Pueblo a Espanya, Avant a Catalunya i Hacia el Socialismo de caràcter teòric. Tenia la major part de l'afiliació a Madrid, Andalusia i Aragó.
El PTE va participar en el Consell de Forces Polítiques de Catalunya i en la Plataforma de Convergència Democràtica. Després de l'Assemblea de Comissions Obreres del juliol de 1976 a Barcelona, va constituir el maig de 1977 la Confederació de Sindicats Unitaris de Treballadors. El 1977 el Partit Comunista d'Unificació es va integrar al PTE. El PTE també va proposar la creació d'un front antifeixista. A partir del 1977 va començar a editar La Unión del Pueblo i la JGR Venceremos.
A les eleccions generals espanyoles de 1977, Esquerra Republicana de Catalunya (ERC), el Partit del Treball d'Espanya i Estat Català van presentar-se junts en una coalició anomenada Esquerra de Catalunya, que tenia el suport de l'Associació Catalana de la Dona i la Confederació de Sindicats Unitaris de Treballadors. La coalició va obtenir un 5% dels vots i un sol diputat, Heribert Barrera d'ERC.
Després d'això, a Catalunya el partit es va dividir en dos sectors i el sector més catalanista, dirigit per Joan Anton Sànchez, va ser expulsat i va formar el Partit del Treball de Catalunya. El 1978 el PTE a Catalunya es va constituir com a partit, també anomenat Partit del Treball de Catalunya, però federat al PTE i amb Manuel Gracia Luño de secretari general.
A les eleccions generals espanyoles de 1979 el PTE s'hi va presentar en solitari. No va obtenir representació i va aconseguir només l'1% dels vots. Poc després es va fusionar amb l'Organització Revolucionària dels Treballadors per a fundar el Partit dels Treballadors, que a Catalunya es va dir Partit dels Treballadors de Catalunya.